# Клинокорона
Клинокоро́на — один из многогранников Джонсона (J86, по Залгаллеру — М22).
Составлена из 14 граней: 12 правильных треугольников и 2 квадратов. Каждая квадратная грань окружена одной квадратной и тремя треугольными; среди треугольных граней 6 окружены одной квадратной и двумя треугольными, другие 6 — тремя треугольными.
Имеет 22 ребра одинаковой длины. 1 ребро располагается между двумя квадратными гранями, 6 рёбер — между квадратной и треугольной, остальные 15 — между двумя треугольными.
У клинокороны 10 вершин. В 2 вершинах сходятся две квадратных грани и две треугольных; в 4 вершинах (расположенных как вершины прямоугольника) — одна квадратная и три треугольных; в остальных 4 — пять треугольных.

## Метрические характеристики
Если клинокорона имеет ребро длины {\displaystyle a}, её площадь поверхности и объём выражаются как
{\displaystyle S=\left(2+3{\sqrt {3}}\right)a^{2}\approx 7{,}1961524a^{2},}
{\displaystyle V={\frac {1}{2}}{\sqrt {1+3{\sqrt {\frac {3}{2}}}+{\sqrt {13+3{\sqrt {6}}}}}}\;a^{3}\approx 1{,}5153516a^{3}.}

## В координатах

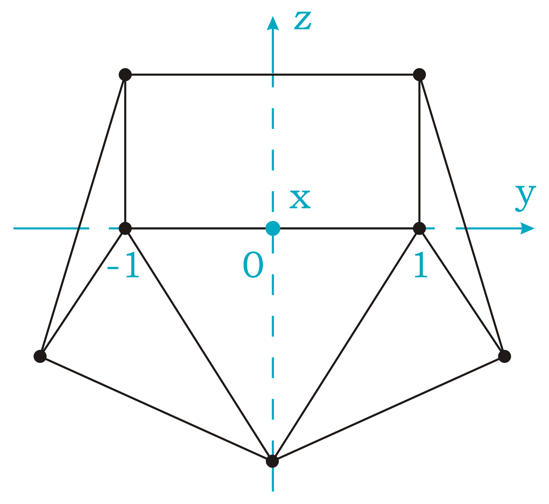
Вид сбоку (проекция на плоскость yOz)

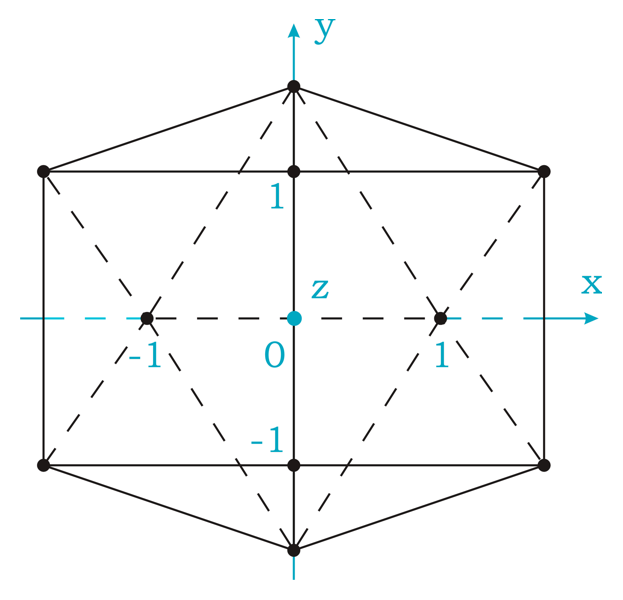
Вид сверху (проекция на плоскость xOy)

Клинокорону с длиной ребра {\displaystyle 2} можно расположить в декартовой системе координат так, чтобы её вершины имели координаты
- {\displaystyle \left(0;\;\pm 1;\;2{\sqrt {1-\xi ^{2}}}\right),}
- {\displaystyle \left(\pm 2\xi ;\;\pm 1;\;0\right),}
- {\displaystyle \left(0;\;\pm \left(1+{\frac {\sqrt {3-4\xi ^{2}}}{\sqrt {1-\xi ^{2}}}}\right);\;{\frac {1-2\xi ^{2}}{\sqrt {1-\xi ^{2}}}}\right),}
- {\displaystyle \left(\pm 1;\;0;\;-{\sqrt {2+4\xi -4\xi ^{2}}}\right),}

где {\displaystyle \xi } — меньший положительный корень уравнения
{\displaystyle 60x^{4}-48x^{3}-100x^{2}+56x+23=0;}
данный корень равен
{\displaystyle \xi ={\frac {1}{5}}\left(1+{\frac {1}{\sqrt {6}}}+{\sqrt {{\frac {1}{3}}\left(71-19{\sqrt {6}}\right)}}\;\right)\approx 0{,}8527269.}
При этом ось симметрии многогранника будет совпадать с осью Oz, а две плоскости симметрии — с плоскостями xOz и yOz.